# Aarabia
Aarabia là một chi thực vật có mạch đã tuyệt chủng được tìm thấy ở miền trung Maroc trong các vết lộ của kỷ Devon sớm (tầng Ems, khoảng 408 đến 393 triệu năm trước). Chi này được cho là có quan hệ họ hàng với thực vật có lá thật sự - dương xỉ hiện đại và thực vật có hạt.

## Phân loại

Tái tạo cách điệu một phần của Aarabia brevicaulis để thể hiện thói quen sinh trưởng của các nhánh sinh dưỡng. Dựa trên thông tin trong. Thanh tỷ lệ có độ dài 1 cm.

Aarabia brevicaulis được đặt tên bởi Meyer-Berthaud và Gerrienne năm 2001. Tên của chi có nguồn gốc từ một vùng gần Jbel ben Aarab, gần Azrou thuộc miền Trung của Maroc. Tên của loài được đặt dựa theo đặc tính ngắn của các nhánh cây.